# Güímar

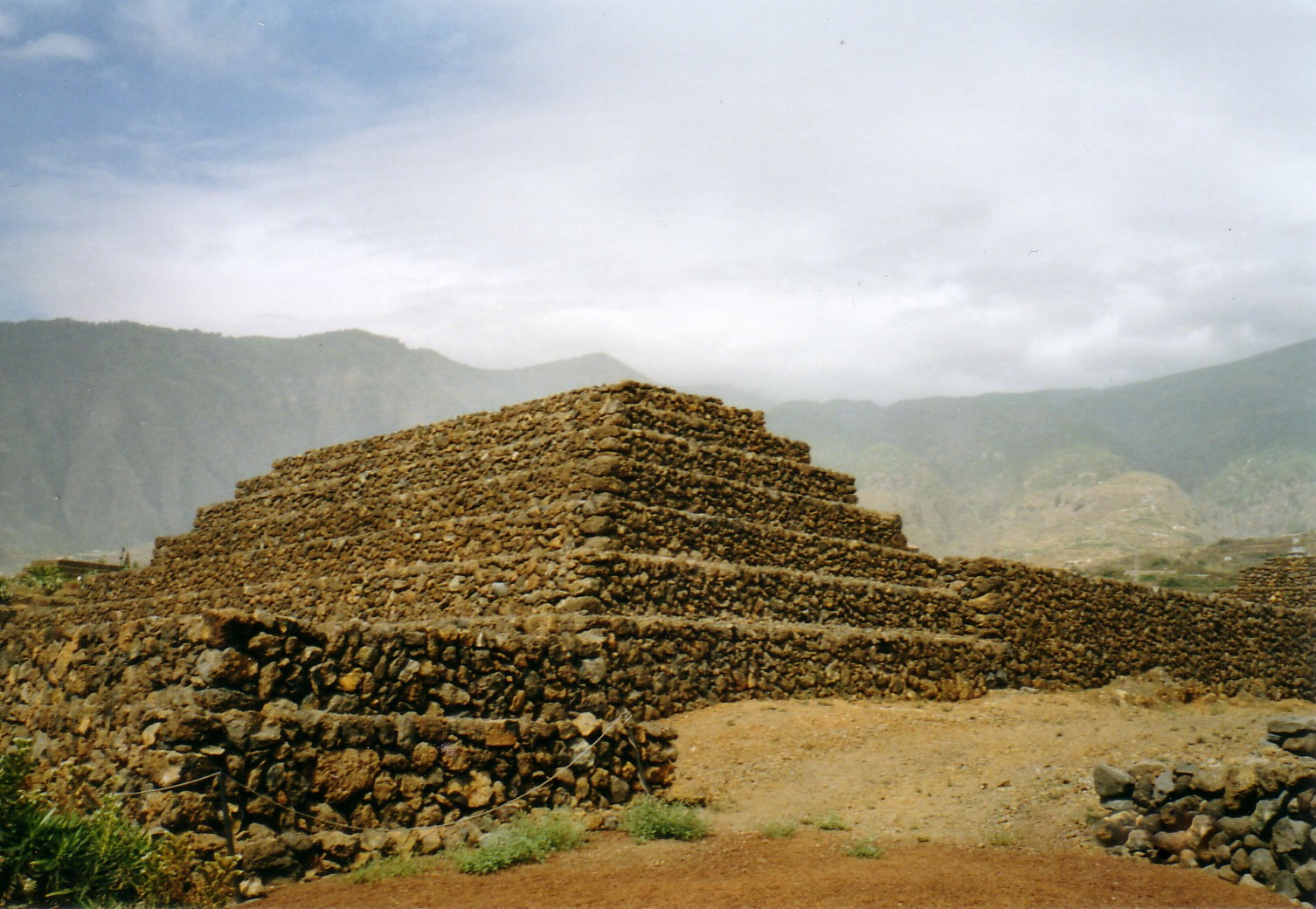
Une des pyramides de Güímar

Güímar est une commune de la province de Santa Cruz de Tenerife dans la communauté autonome des Îles Canaries en Espagne. Elle est située dans l'est de l'île de Tenerife.
La commune est un important centre agricole.

## Géographie

### Localisation

Localisation de l'île de Tenerife dans les Îles Canaries.
Localisation de Güímar dans l'île de Tenerife.

|            | Arafo  |                  |
| La Orotava | Güímar | Océan Atlantique |
|            | Fasnia |                  |

## Démographie
| Année | Population | Densité (hab./km2) |
| ----- | ---------- | ------------------ |
| 1991  | 14 429     | 137,6              |
| 1996  | 14 014     | 133,6              |
| 2001  | 15 271     | 148,3              |
| 2003  | 16 251     | 157,9              |
| 2004  | 16 334     | 162,7              |
| 2005  | 16 489     | 157,2              |
| 2006  | 16 603     | 158,3              |
| 2007  | 16 837     | 160,6              |
| 2009  | 17 662     | 171,59             |

## Patrimoine
- Les pyramides de Güímar

## Personnalité
- Domingo Crisanto Delgado Gómez, compositeur né à Güímar en 1806